# 梅諾米尼縣 (威斯康辛州)
梅諾米尼县（英語：Menominee County）是美国威斯康辛州東北部的一個縣，面積945平方公里。根據2020年美國人口普查，共有人口4,255人。縣治基希納（Keshena）。該縣成立於1959年7月3日，縣名來自梅諾米尼人和梅諾米尼印第安人保留區（與縣政府及梅諾米尼屬同一機構）。